# شارلوته جولدسميث
شارلوته جولدسميث (بالإنجليزية: Charlotte Goldsmith) هي دراجة بريطانية، ولدت في 18 مارس 1979 في المملكة المتحدة.

## وصلات خارجية
- شارلوته جولدسميث على موقع الاتحاد الدولي للدراجات (الإنجليزية)
- شارلوته جولدسميث على موقع أرشيف الدراجات (الإنجليزية)
- شارلوته جولدسميث على موقع إحصائيات الدراجات الإحترافية (الإنجليزية)
- شارلوته جولدسميث على موقع نسبة الدراجات (الإنجليزية)
- شارلوته جولدسميث على موقع اتحاد ألعاب الكومنولث (مؤرشف) (الإنجليزية)
- شارلوته جولدسميث على موقع دورة ألعاب الكومنولث 2006 (مؤرشف) (الإنجليزية)